# PGM (Rakete)
Die PGM ist eine britische Luft-Boden-Rakete die ab dem Jahr 1984 von der Firma GEC Marconi (heute MBDA), in verschiedenen Versionen, entwickelt wurde.
Während der Entwicklung, gab es verschiedene Projekt Namen. Unter anderem Project Alpha, GMX, Felix, Pegasus, Little Brother oder PGM-1, bevor man sich letztendlich für PGM entschied. Das erste Mal der Öffentlichkeit wurde sie 1994 vorgestellt und wurde bei den britischen Streitkräften 1995 in Dienst gestellt.
Sie gibt es in zwei verschiedenen Ausführungen, einmal als PGM-500 und PGM-2000. Wobei die Zahl das Gewicht des Gefechtskopf in Pfund an gibt. Neben Landzielen kann die PGM (laut Hersteller) auch als Anti-Schiff-Rakete verwendet werden.
Ansonsten ist die PGM sehr modular aufgebaut. Es können verschiedene Suchköpfe (TV, IIR, Laser) und Auslöser (Aufschlag- oder Näherungszünder) montiert werden.
Die PGM wird auch von der Luftwaffe der Vereinigten Arabischen Emirate, unter dem Namen HAKIM eingesetzt.
Ähnliche Modelle
- AGM-142